# Bajkini
 Bajkini  (olaszul:  Baichini) falu Horvátországban, Isztria megyében. Közigazgatásilag Vižinadához tartozik.

## Fekvése
Az Isztria középnyugati részén, Pazintól 22 km-re északnyugatra, községközpontjától 3 km-re nyugatra fekszik.

## Története
1880-ban 37, 1910-ben 98 lakosa volt. Az első világháború után a rapallói szerződés értelmében Isztria az Olasz Királysághoz került. A második világháború után Jugoszlávia része lett. A település Jugoszlávia felbomlása után 1991-ben a független Horvátország része lett. 2011-ben a falunak 40 lakosa volt. Lakói főként mezőgazdasággal foglalkoznak.

## Lakosság
| Lakosság változása | Lakosság változása | Lakosság változása | Lakosság változása | Lakosság változása | Lakosság változása | Lakosság változása | Lakosság változása | Lakosság változása | Lakosság változása | Lakosság változása | Lakosság változása | Lakosság változása | Lakosság változása | Lakosság változása | Lakosság változása |
| ------------------ | ------------------ | ------------------ | ------------------ | ------------------ | ------------------ | ------------------ | ------------------ | ------------------ | ------------------ | ------------------ | ------------------ | ------------------ | ------------------ | ------------------ | ------------------ |
| 1857               | 1869               | 1880               | 1890               | 1900               | 1910               | 1921               | 1931               | 1948               | 1953               | 1961               | 1971               | 1981               | 1991               | 2001               | 2011               |
| 0                  | 0                  | 37                 | 22                 | 90                 | 98                 | 0                  | 0                  | 113                | 95                 | 94                 | 59                 | 57                 | 47                 | 47                 | 40                 |